# Liste der Einträge im National Register of Historic Places im Burnet County
Die Liste der Registered Historic Places im Burnet County führt alle Bauwerke und historischen Stätten im texanischen Burnet County auf, die in das National Register of Historic Places aufgenommen wurden.

## Aktuelle Einträge
| Lfd. Nr. | Name im NRHP                                                         | Bild | Datum der Eintragung | Adresse/Lage                                                                   | Ort          | NRHP-ID  | Beschreibung |
| -------- | -------------------------------------------------------------------- | ---- | -------------------- | ------------------------------------------------------------------------------ | ------------ | -------- | ------------ |
| 1        | Austin and Northwestern Railroad Historic District-Fairland to Llano |      | 6. Okt. 1997         | Ungefähr entlang der Eisenbahnstrecke Fairland–Llano                           | Kingsland    | 97001161 |              |
| 2        | Briggs State Bank                                                    |      | 11. Aug. 2000        | Loop 308, ungefähr 700 Meter nördlich der Kreuzung mit US 183                  | Briggs       | 00000885 |              |
| 3        | Burnet County Courthouse                                             |      | 15. Nov. 2000        | 220 S. Pierce St.                                                              | Burnet       | 00001384 |              |
| 4        | Krause Spring Site                                                   |      | 15. Nov. 1978        | Zum Schutz der historischen Stätte wird die Adresse/Lage nicht bekanntgegeben. | Spicewood    | 78002901 |              |
| 5        | Louis Page Archeological Site                                        |      | 30. März 1978        | Zum Schutz der historischen Stätte wird die Adresse/Lage nicht bekanntgegeben. | Marble Falls | 78002900 |              |
| 6        | Park Road 4 Historic District                                        |      | 7. Feb. 2011         | Park Road 4 von US 281 bis TX 29 und Longhorn Cavern State Park                | Nähe Burnet  | 10001221 |              |
| 7        | Roper Hotel                                                          |      | 8. Jan. 1980         | TX 281 und 3rd St.                                                             | Marble Falls | 80004083 |              |
| 8        | State Highway 29 Bridge at the Colorado River                        |      | 10. Okt. 1996        | TX 29 bei der Countygrenze                                                     | Buchanan Dam | 96001116 |              |